# Steve Morrow
Stephen Joseph „Steve“ Morrow (* 2. Juli 1970 in Belfast) ist ein ehemaliger nordirischer Fußballspieler und Trainer.

## Vereinskarriere
Arsenal London verpflichtete 1988 den damals 18-jährigen Verteidiger Morrow vom walisischen Verein Bangor City. Insgesamt spielte dieser bis 1997 62-mal für die Londoner und erzielte dabei ein Tor. 
In seiner Zeit bei Arsenal wurde er mehrmals ausgeliehen und zwar an den FC Reading (1991), den FC Watford (1991) sowie an den  FC Barnet (1992). 1997 wechselte er zu den Queens Park Rangers. Nach 91 Spielen und einer kurzen Leihgabe an Peterborough United wechselte Morrow in die amerikanische Major League Soccer zu den Dallas Burn (heute: FC Dallas). 
Auf Grund einer Nackenverletzung musste er 2003 seine Fußballkarriere beenden.

## Nationalmannschaft
Steve Morrow spielte von 1990 bis 1999 39-mal für nordirische Nationalmannschaft. Sein erstes Länderspiel bestritt er 1990 gegen Uruguay.

## Trainerkarriere
2004 wurde er Assistenztrainer beim FC Dallas, musste aber nach 3 Monaten im Mai 2004 diesen Posten aus persönlichen Gründen aufgeben. Im Januar 2005 wurde er erneut Assistenztrainer und seit Dezember 2006 war er der Cheftrainer des Vereins.
Am 20. Mai 2008 wurde er entlassen.

## Zurück zu Arsenal
Nach seiner Entlassung beim FC Dallas ging Morrow im September 2008 zurück zum FC Arsenal London und übernahm dort die Koordination der Internationalen Partnerschaften des Vereins.
Außerdem ist er Live-Kommentator für die Webportale des Vereins.
| Personendaten    | Personendaten                            |
| ---------------- | ---------------------------------------- |
| NAME             | Morrow, Steve                            |
| ALTERNATIVNAMEN  | Morrow, Stephen Joseph                   |
| KURZBESCHREIBUNG | nordirischer Fußballspieler und -trainer |
| GEBURTSDATUM     | 2. Juli 1970                             |
| GEBURTSORT       | Belfast                                  |